# Lymanopoda zigomala
Lymanopoda zigomala is een vlinder uit de onderfamilie Satyrinae van de familie Nymphalidae. De wetenschappelijke naam van de soort is, als Zabirnia zigomala, voor het eerst geldig gepubliceerd in 1877 door William Chapman Hewitson. Dit taxon wordt nu wel als ondersoort van Lymanopoda acraeida Butler, 1868 beschouwd.